# Jessie Cross
Jessica „Jessie” Cross (później West, ur. 14 kwietnia 1909 w Nowym Jorku, zm. 29 marca 1986 w Los Angeles) – amerykańska lekkoatletka specjalizująca się w krótkich biegach sprinterskich, uczestniczka letnich igrzysk olimpijskich w Amsterdamie (1928), srebrna medalistka olimpijska w biegu sztafetowym 4 × 100 metrów.

## Sukcesy sportowe
- wicemistrzyni Stanów Zjednoczonych w biegu na 100 metrów – 1929[1]

| Rok  | Miasto    | Zawody               | Konkurencja        | Wynik         |
| ---- | --------- | -------------------- | ------------------ | ------------- |
| 1928 | Amsterdam | Igrzyska olimpijskie | sztafeta 4 × 100 m | srebrny medal |

## Rekordy życiowe
- bieg na 100 metrów – 12,4 – Newark 04/07/1928